# Instituto Antioqueño de Responsabilidad Civil y del Estado
El Instituto Colombiano de Responsabilidad Civil y del Estado - IARCE es una institución académica privada colombiana, constituida bajo la forma de una corporación por juristas de Medellín dedicados en forma profesional al estudio y práctica del derecho de la responsabilidad civil y del derecho de seguros. Tiene su sede en Medellín, y realiza permanentemente eventos académicos como congresos nacionales e internacionales, seminarios y coloquios.

## Presidentes
Han sido sus presidentes:
- Gilberto Martínez Rave
- María Patricia Castaño de Restrepo
- Sergio Yepes Restrepo
- Andrés Orión Álvarez Pérez
- Luis Alberto Botero Gutiérrez
- Javier Tamayo Jaramillo

## Conformación
El IARCE se constituyó por un grupo de abogados y académicos interesados en el estudio, divulgación, investigación, promoción y profundización de la temática de responsabilidad civil y del estado en sus diferentes manifestaciones y su aseguramiento. Entre sus fundadores se cuentan Javier Tamayo Jaramillo, Gilberto Martínez Rave, Enrique Gil Botero, Luis Alberto Botero Gutièrrez, Ricardo Hoyos Duque, Julio César Yepes Restrepo, Andrés Orión Álvarez Pérez, entre otros.

## Revista
IARCE publica periódicamente la revista Responsabilidad civil y del Estado, medio de divulgación académica, dedicado a la difusión de artículos doctrinales y comentarios de jurisprudencia de actualidad.

## Actividades académicas
Además de su actividad habitual en Medellín,a través de seminarios, tertulias y encuentros, realiza permanentemente diplomaturas en diferentes ciudades de Colombia en convenio con distintas universidades. En el año 2006, celebró un convenio con la Universidad de La Sabana, para ofrecer en la ciudad de Bogotá un programa de posgrado (especialización) en responsabilidad civil. También ofrece en Medellín, en convenio con la Pontificia Universidad Javeriana, el programa de posgrado (especialización) en derecho de seguros. 
Debido a la importancia de su labor, su ejemplo se ha replicado en otras ciudades del país con la creación de los siguientes institutos: Instituto de Responsabilidad Civil y del Estado-Cali, Instituto Caribe de Responsabilidad Civil y del Estado e Instituto de Responsabilidad Civil y del Estado del Eje Cafetero.